# 陳彥名 (1994年)
陳彥名（1994年7月3日—），台灣歌仔戲演員，明華園青年軍「第三代丑角」，目前多半參與舞台劇演出。

## 參與明華園演出
- 《馬車夫與大捕快》、《周公法鬥桃花女》、《寶蓮燈》、《梁山風雲》、《田都戲神封箱》、《包公斬判官》、《南國清秋》、《父子情深》、《賣藝王家》
- 《劉全進瓜》
- 《濟公活佛之紅塵菩提》
- 《財神下凡》、《真命天子》、《鐵漢柔情燕南飛》
- 《濟公活佛之雪狐情》
- 《逐鹿天下》
- 《李靖斬龍》、《界牌關傳說》
- 《薛丁山傳奇》、《鴛鴦槍》
- 《燕雲十六州》
- 《武松打虎》
- 《乘願再來》、《白蛇傳》
- 《獅子王》、《鴨母王》
- 《劍神呂洞賓》
- 《韓湘子》
- 《王子復仇記》
- 《暗戀桃花源（現代舞台劇）》
- 《超炫白蛇傳（全新改版）》
- 《貓神》》
- 《曹國舅》
- 《蓬萊仙島》、《火鳳凰》
- 《劍神呂洞賓（巡迴）》、《蓬萊仙島（巡迴）》
- 《吆嘍正傳》、《媽祖》
- 《吆嘍正傳之首部曲（青春劇作）》

- 《散戲（文學跨界劇作)》
- 《四兩皇后》
- 2017年 《愛的波麗路（文學跨界劇作)、《王子復仇記之龍抬頭（舊作重編之新戲-上集)》
- 2018年 《俠貓》(文學跨界劇作)、《王子復仇記之龍逆鱗（舊作重編之新戲-下集)》、《界牌關傳說（青春劇作）》
- 2019年 《吆嘍正傳之二部曲-龍城爭霸（青春劇作）》、《皇上有喜》、《真命天子(青年軍版)》、《雲中君(青春劇作)》、《新編劇作大河彈劍》
- 2020年 《冥戰錄（2020臺灣戲曲藝術節）》《鯤鯓平卷》

## 演出作品

### 歌仔戲
| 製作團隊       | 劇名                   | 角色        | 備註                             |
| -------------- | ---------------------- | ----------- | -------------------------------- |
| 明華園戲劇總團 | 《四兩皇后》           | 崔井公公    |                                  |
| 明華園戲劇總團 | 《界牌關傳說》         | 阿桃        |                                  |
| 明華園戲劇總團 | 《龍抬頭》             | 福提公公    | 首演地點：台北國家戲劇院         |
| 明華園戲劇總團 | 《俠貓》               | 日本兵      | 首演地點：台南新營文化中心演藝廳 |
| 明華園戲劇總團 | 《龍逆鱗》             | 福提公公    | 首演地點：台北國家戲劇院         |
| 明華園戲劇總團 | 《龍城爭霸》           | 馬可波羅    | 首演地點：高雄衛武營藝術中心     |
| 明華園戲劇總團 | 《皇上有喜》           | 翰林-徐石翁 | 首演地點：嘉義民雄演藝廳         |
| 明華園戲劇總團 | 《鐵膽柔情青年版》     | 李伯護      | 首演地點：彰化芬園寶藏巖         |
| 明華園戲劇總團 | 《真命天子青年版》     | 耶穌蘇      | 首演地點：大稻埕戲院九樓         |
| 明華園戲劇總團 | 《雲中君》             | 元寶        | 首演地點：大稻埕戲院九樓         |
| 明華園戲劇總團 | 《大河彈劍》           | 石漆土地    | 首演地點：台北國家戲劇院         |
| 明華園戲劇總團 | 《冥戰錄》             | SIRI        | 首演地點：士林戲曲中心           |
| 明華園戲劇總團 | 《海賊之王鄭芝龍傳奇》 | 濱田彌兵衛  | 首演地點：士林戲曲中心           |
| 明華園戲劇總團 | 《八仙傳奇漢鍾離》     | 李鐵拐      | 首演地點：屏東藝術館             |
| 明華園戲劇總團 | 《八仙傳奇東海鍾離》   | 卓常        | 首演地點：台北藝術中心           |

## 出演舞台劇
- 2017年《散戲（文學跨界劇作）-巡演》
- 2018年《俠貓（文學跨界劇作）
- 2022年《客家大戲 步月火燒（文學跨界劇作）

》

## 出演電視歌仔戲
- 2017

菩提禪心系列
高僧傳 - 弘一法師
高僧傳 - 安世高大師
貧者之歌
宰相之子
高僧傳 - 窺基法師
- 2018

菩提禪心系列
高僧傳 - 達摩祖師
高僧传-藕益智旭
高僧傳 - 義淨法師
- 2019

菩提禪心系列
高僧傳 - 玉林國師
高僧傳 - 僧肇法師
- 2020

菩提禪心系列
高僧傳 - 寒山大師
高僧傳 - 吉藏大師

## 出演電視劇
- 2014年

民視《嫁妝》
《龍飛鳳舞》
大愛《阿燕》
- 2015年

華視《愛你無條件》
中視《失去你的那一天》
民視《廉政英雄-枕邊人系列》
- 2016年

民視《阿不拉的三個女人》
大愛《愛的人生路》
《蘇足》
《我家的方程式》
- 2017年

大愛《菜頭梗的滋味》
- 2018年

大愛《雨過天青》
- 2019年

三立戲劇《月村歡迎你》

## 出演電影
- 2014年

《痞子英雄2》
《閨密》

## 出演網路劇
- 2015年

《校花的貼身高手》
- 2017年

《願有人陪你顛沛流離》

## 參與MV
- 2016年

NINETYNINE 99樂團 - 我們的歌

## 外部連結
- 陳彥名的Facebook專頁
- 陳彥名的Facebook專頁
- 陳彥名的Facebook專頁